# Petit Torneo 2015 (Catamarca)
El Petit Torneo 2015, organizado por la Liga Catamarqueña de Fútbol. Es un torneo en el que participaron los 4 equipos mejores posicionados en la Tabla Conjunta de la temporada, por sistema de eliminación directa, a un solo juego.
El ganador se clasificó al Torneo Federal C 2016.

## Formato
- Participan 4 equipos
- Se disputa por el sistema de eliminación directa
- Si hay empate en los 90 minutos de juego, se define mediante los penales.
- Los ganadores de semifinales avanzan a la Final.
- El ganador de la Final se consagrará campeón y obtendrá la segunda plaza al Torneo Federal C 2016.

## Equipos participantes
| # | Equipo                                  |
| - | --------------------------------------- |
| 1 | Club Atlético Defensores del Norte      |
| 2 | Club Atlético Independiente             |
| 3 | Asociación Juventud Unida de Santa Rosa |
| 4 | Club Atlético Sarmiento                 |

## Competición

### Cuadro de desarrollo
|  | Semifinales          | Semifinales          | Semifinales    |                |               | Final         | Final | Final |  |
|  |                      |                      |                |                |               |               |       |       |  |
|  |                      |                      |                |                |               |               |       |       |  |
|  | Defensores del Norte | Defensores del Norte | 0 (2)          |                |               |               |       |       |  |
|  | Defensores del Norte | Defensores del Norte | 0 (2)          |                |               |               |       |       |  |
|  | Juventud Unida       | Juventud Unida       | 0 (4)          |                |               |               |       |       |  |
|  | Juventud Unida       | Juventud Unida       | 0 (4)          |                | Independiente | Independiente | 3     |       |  |
|  |                      |                      |                |                | Independiente | Independiente | 3     |       |  |
|  |                      |                      | Juventud Unida | Juventud Unida | 0             |               |       |       |  |
|  | Independiente        | Independiente        | Juventud Unida | Juventud Unida | 0             | 2             |       |       |  |
|  | Independiente        | Independiente        |                |                |               | 2             |       |       |  |
|  | Sarmiento            | Sarmiento            | 0              |                |               |               |       |       |  |
|  | Sarmiento            | Sarmiento            | 0              |                |               |               |       |       |  |
|  |                      |                      |                |                |               |               |       |       |  |

### Semifinales
| 17 de octubre, 16:30 | Defensores del Norte                                          | 0 - 0 (2:4 p.)             | Juventud Unida                                                | Malvinas Argentinas, Catamarca |                             |
|                      |                                                               | Reporte                    |                                                               | Árbitro(s): Jerónimo Toledo    | Árbitro(s): Jerónimo Toledo |
|                      |                                                               | Tiros desde el punto penal |                                                               |                                |                             |
|                      | Abel Chávez · Kevin Medina · Franklin Flores · Paulo Galíndez |                            | Guillermo Herrera · Carlos Tapia · Matías Oliva · Lucas Verón |                                |                             |

| 17 de octubre, 14:30 | Independiente                    | 2 - 0   | Sarmiento | Malvinas Argentinas, Catamarca |                          |
|                      | Franco Arrascaeta 45' (pen.) 89' | Reporte |           | Árbitro(s): Rubén Falcón       | Árbitro(s): Rubén Falcón |

### Final
| 24 de octubre, 16:00 | Juventud Unida | 0 - 3   | Independiente                                                    | Malvinas Argentinas, Catamarca |                         |
|                      |                | Reporte | 28' José Maximiliano Villarroel 74' 85' (pen.) Franco Arrascaeta | Árbitro(s): Juan Rivero        | Árbitro(s): Juan Rivero |

|                                       |
| Club Atlético Independiente 9° título |
| Campeón Petit Torneo 2015             |

## Estadísticas

### Goleadores
| Jugador                | Equipo        | Goles |
| ---------------------- | ------------- | ----- |
| Franco Arrascaeta      | Independiente | 4     |
| Maximiliano Villarroel | Independiente | 1     |